# 397 a. C.
El año 397 a. C. fue un año del calendario romano prejuliano. En el Imperio romano se conocía como el Año del Tribunado de Julo, Albino, Medulino, Maluginense, Fidenas y Capitolino (o menos frecuentemente, año 357 Ab urbe condita).

## Acontecimientos

### Cartago
- Los cartagineses establecen la ciudad de Lilibeo en Sicilia para reemplazar Motia.
- Himilcón cruza a Sicilia desde Cartago con un ejército de refresco, conquista la costa norte, pone a la defensiva a Dionisio I, el tirano de Siracusa, y asedia Siracusa. Sin embargo, el ejército cartaginés sufre la peste. Los siracusanos contraatacan y derrotan por completo al ejército de Himilcón, quien tiene que escapar de vuelta a Cartago.

### Grecia
- Llamado por los jonios para que los ayudara contra el rey persa Artajerjes II, el rey Agesilao II de Esparta lanza una ambiciosa campaña en Asia Menor.

## Nacimientos
- Antípatro de Macedonia, general macedonio (m. 319 a. C.)
- Dionisio II de Siracusa, tirano de Siracusa (m. 343 a. C.)